# Городнявська сільська рада
Городня́вська сільська́ ра́да — адміністративно-територіальна одиниця та орган місцевого самоврядування в Шепетівському районі Хмельницької області. Адміністративний центр — село Городнявка.

## Загальні відомості
Городнявська сільська рада утворена в 1937 році.
05.02.1965 Указом Президії Верховної Ради Української РСР передано сільради: Городнявську та Дубіївську Славутського району до складу Шепетівського району.
- Територія ради: 7,355 км²
- Населення ради: 1 608 осіб (станом на 2001 рік)

## Населені пункти
Сільській раді підпорядковані населені пункти:
- с. Городнявка
- с. Бронники
- с. Дубіївка
- с. Заморочення
- с. Червоний Цвіт

## Склад ради
Рада складається з 16 депутатів та голови.
- Голова ради: Ткачук Микола Васильович
- Секретар ради: Порубенська Валентина Францівна

### Керівний склад попередніх скликань
| Прізвище, ім'я, по батькові | Основні відомості                                                         | Дата обрання | Дата звільнення |
| --------------------------- | ------------------------------------------------------------------------- | ------------ | --------------- |
| Ткачук Микола Васильович    | Сільський голова, 1956 року народження, освіта вища, член Народної партії | 26.03.2006   | 31.10.2010      |
| Ткачук Микола Васильович    | Сільський голова, 1956 року народження, освіта вища, член Народної партії | 31.10.2010   |                 |

Примітка: таблиця складена за даними сайту Верховної Ради України

### Депутати
За результатами місцевих виборів 2010 року депутатами ради стали:

#### За суб'єктами висування
| Суб'єкт висування | Кількість обраних депутатів | %    |
| ----------------- | --------------------------- | ---- |
| Народна партія    | 7                           | 43,8 |
| Партія регіонів   | 7                           | 43,8 |
| Самовисування     | 2                           | 12,5 |

#### За округами
| № округу        | Прізвище, ім'я, по батькові        | Дата визнання обраним | Освіта             | Партійна приналежність | Відомості про обраного депутата                                                          |
| --------------- | ---------------------------------- | --------------------- | ------------------ | ---------------------- | ---------------------------------------------------------------------------------------- |
| Народна Партія  |                                    |                       |                    |                        |                                                                                          |
| 3               | Бернацька Зофія Болеславівна       | 01.11.2010            | середня спеціальна | член Народної партії   | Народна партія, керівник секретаріату                                                    |
| 8               | Нюнько Вадим Володимирович         | 01.11.2010            | вища               | член Народної партії   | Дубіївська загальноосвітня школа І-ІІ ст., вчитель                                       |
| 11              | Климчук Віктор Васильович          | 01.11.2010            | середня спеціальна | член Народної партії   | ДП «Сяйво», водій                                                                        |
| 13              | Литвинюк Валентина Іванівна        | 01.11.2010            | вища               | член Народної партії   | Червоноцвітська загальноосвітня школа І-ІІ ст., педагог-організатор                      |
| 14              | Поплавський Олександр Анатолійович | 01.11.2010            | середня спеціальна | член Народної партії   | ДП «Шепетівськийлісгосп», технік лісового господарства                                   |
| 15              | Матвійчук Віктор Трохимович        | 01.11.2010            | середня спеціальна | член Народної партії   | ДП «Шепетівськийлісгосп», майстер лісу                                                   |
| 16              | Бершеда Наталія Володимирівна      | 01.11.2010            | вища               | член Народної партії   | Червоноцвітська загальноосвітня школа І-ІІ ст., вчитель                                  |
| Партія регіонів |                                    |                       |                    |                        |                                                                                          |
| 1               | Андрощук Любов Петрівна            | 01.11.2010            | середня спеціальна | позапартійна           | Городнявський дошкільний навчальний заклад, кухар                                        |
| 2               | Андрощук Тамара Василівна          | 01.11.2010            | середня спеціальна | позапартійна           | Городнявська сільська рада, головний бухгалтер                                           |
| 4               | Стремедловська Олена Миколаївна    | 01.11.2010            | середня спеціальна | позапартійна           | Пожежно-страхова компанія, агент                                                         |
| 5               | Порубенська Валентина Францівна    | 01.11.2010            | середня спеціальна | член Партії регіонів   | Городнявська сільська рада, секретар                                                     |
| 6               | Мастерук Анатолій Миколайович      | 01.11.2010            | середня спеціальна | позапартійний          | Шепетівське лісокомунальне підприємство, майстер лісу                                    |
| 10              | Вихівський Володимир Станіславович | 01.11.2010            | середня спеціальна | позапартійний          | Славутський сиркомбінат, приймальник молока                                              |
| 12              | Савчук Тетяна Ростиславівна        | 01.11.2010            | середня спеціальна | позапартійна           | Городнявська сільська рада, спеціаліст з питань комунальної власності землевпорядкування |
| Самовисування   |                                    |                       |                    |                        |                                                                                          |
| 7               | Бузиль Василь Миколайович          | 01.11.2010            | середня спеціальна | позапартійний          | Городнявський навчально-виховний комплекс, завгосп                                       |
| 9               | Гончаренко Віктор Юрійович         | 01.11.2010            | середня спеціальна | член Єдиного Центру    | приватний підприємець                                                                    |